# Dammheim
Dammheim ist ein Stadtteil von Landau in der Pfalz. Der Ort hat rund 1000 Einwohner.

## Lage
Dammheim befindet sich im Nordosten der Stadt mitten im Weinanbaugebiet Pfalz. Die entsprechenden Weinberge befinden sich unmittelbar nördlich des Ortes, während westlich, südlich und östlich Ackerbauflächen liegen. Weniger als einen Kilometer östlich des Ortskerns befinden sich sowohl Gemarkung als auch Bebauung der Ortsgemeinde Bornheim.

## Geschichte
Entstanden ist der ehemalige Dinghof Dammheim um die Zeit der fränkischen Besiedelung etwa um das Jahr 600. Die erste urkundliche Erwähnung des Dorfes stammt aus dem Jahre 960, als der Bischof Gottfried I. von Speyer mit einem Junker Rudolf von Zeiskam einen Weinberg tauschte. Im 13. Jahrhundert erhielt der Leininger Graf Emich IV. den Ort. Im Jahre 1292 wird Dammheim rechtlich an Landau angeschlossen. Bereits während der frühen Neuzeit wurde Dammheim Bestandteil von Frankreich. Im Zuge der französischen Revolution wurde der Ort 1792 eine selbständige Gemeinde.
Von 1798 bis 1814, als die Pfalz Teil der Französischen Republik (bis 1804) und anschließend Teil des Napoleonischen Kaiserreichs war, war Damheim – so die damalige Schreibweise – in den Kanton Landau sowie in das Département Bas-Rhin eingegliedert. 1814 hatte der Ort insgesamt 366 Einwohner. Im September 1814 wurde Dammheim zunächst für kurze Zeit in den Kanton Edenkoben umgegliedert, ehe es erneut in denjenigen von Landau wechselte. Von 1818 bis 1862 gehörte der Ort – weiterhin als Bestandteil des nun zu Bayern gehörenden Kantons Landau – zum Landkommissariat Landau, das anschließend in ein Bezirksamt umgewandelt wurde.
1938 wurde der Ort in den Landkreis Landau eingegliedert. Nach dem Zweiten Weltkrieg wurde Dammheim innerhalb der französischen Besatzungszone Teil des damals neu gebildeten Landes Rheinland-Pfalz. Im Zuge der ersten rheinland-pfälzischen Verwaltungsreform wechselte der Ort am 7. Juni 1969 in den neu geschaffenen Landkreis Landau-Bad Bergzabern. Lediglich drei Jahre später stimmten 92 % der Bevölkerung für eine Wiedereingemeindung nach Landau, die am 22. April 1972 erfolgte.

## Politik

### Ortsbeirat
Für den Ortsteil Dammheim wurde ein Ortsbezirk gebildet. Dem Ortsbeirat gehören elf Beiratsmitglieder an, den Vorsitz im Ortsbeirat führt der direkt gewählte Ortsvorsteher.
Bei der Kommunalwahl am 9. Juni 2024 wurden die Beiratsmitglieder in einer personalisierten Verhältniswahl gewählt. Die Sitzverteilung im gewählten Ortsbeirat:
| Wahl | SPD | CDU | FWG | WGS | Gesamt   |
| ---- | --- | --- | --- | --- | -------- |
| 2024 | 6   | 3   | 2   | –   | 11 Sitze |
| 2019 | 6   | 3   | 2   | –   | 11 Sitze |
| 2014 | 5   | 5   | 1   | –   | 11 Sitze |
| 2009 | 2   | 5   | 1   | 3   | 11 Sitze |

- FWG = Freie Wählergruppe Landau e. V.
- WGS = Wählergruppe Schönleber

### Ortsvorsteher
Ortsvorsteher ist Florian Maier (SPD). Er wurde bei der Direktwahl am 26. Mai 2019 mit einem Stimmenanteil von 85,10 % und am 9. Juni 2024 als einziger Bewerber mit 80,4 % jeweils für fünf Jahre wiedergewählt.

## Wirtschaft
Dammheim ist ein Winzerort und als solcher Teil des Weinanbaugebiets Pfalz. Vor Ort existiert die Einzellage Höhe. Diese gehört zur Großlage Bischofskreuz im Bereich Südliche Weinstraße.

## Verkehr
Um 1900 erhielt Dammheim südlich des Siedlungsgebiets einen Bahnhof an der 1872 eröffneten Bahnstrecke Germersheim–Landau. Der Bahnsteig entstand dabei unweit eines zuvor schon existierenden Bahnwärterhauses. Während der Zeit der Bayerischen Staatseisenbahnen war er als Stationstyp 1 geführt, was bedeutete, dass er „Personen- event. auch Gepäck-Verkehr“ aufwies. Aufgrund seiner ortsfernen Lage wurde er 1981, also drei Jahre vor der Einstellung des Personenverkehrs auf der Strecke, aufgelassen. Das Bahnhofsgebäude wird inzwischen als Wohnhaus genutzt. Der Ort ist über die Buslinien 539, 590 und 591 im Verkehrsverbund Rhein-Neckar an den Nahverkehr angeschlossen. Westlich des Siedlungsgebiets verläuft die Bundesautobahn 65 und nördlich die Bundesstraße 272.

## Infrastruktur
Mit der Protestantische Pfarrkirche sowie einem Inschriftstein stehen vor Ort insgesamt zwei Objekte unter Denkmalschutz. Protestantischerseits bildet der Ort zudem zusammen mit Bornheim und Essingen die Kirchengemeinde Essingen-Dammheim-Bornheim.
Dammheim bezieht sein Trinkwasser aus Bornheim (Gruppenwasserwerke Bornheim).